# Boris Pugo
Boris Karlovitj Pugo (lettiska: Boriss Pugo, ryska: Бори́с Ка́рлович Пу́го), född 19 februari 1937 i Kalinin, Sovjetunionen, död 22 augusti 1991 i Moskva, Sovjetunionen, var en lettisk-sovjetisk politiker.

## Biografi
Pugo föddes i en familj av lettiska kommunister, som hade flytt efter kommunisternas nederlag i Lettlands självständighetskrig 1918–1920. Familjen återvände dock till Lettland när Sovjetunionen i juni 1940 ockuperade och annekterade landet.
Pugo avlade examen vid Rigas tekniska universitet 1960 och arbetade inom flera sovjetiska myndigheter, såväl i Moskva som i Riga. Mellan 1960 och 1984 innehade han flera framskjutna poster inom Komsomol och kommunistpartiet. I början av 1980-talet satt han i styrelsen för KGB i Riga. Från den 14 april 1984 till den 4 oktober 1988 var Pugo generalsekreterare för Lettlands kommunistiska parti. 
Sovjetunionens president, Michail Gorbatjov, utnämnde den 2 december 1990 Boris Pugo till inrikesminister. Pugo, som tillhörde de konservativa inom kommunistpartiet, ansåg med tiden att Gorbatjovs reformprogram, som bland annat innebar en decentraliserad politisk makt, hade gått för långt. Tillsammans med flera andra politiker, bland andra Gennadij Janajev och Valentin Pavlov, förberedde Pugo en kupp i vilken man ämnade avsätta president Gorbatjov. I augusti 1991 befann sig Gorbatjov i sin datja på Krim och den 19 augusti avsatte kuppmännen honom och utlyste undantagstillstånd. Janajev utropade sig själv till ställföreträdande president då man funnit Gorbatjov inkapabel att sköta sitt ämbete på grund av "sjukdom". Janajev och de andra kuppmännen hade dock missbedömt militärens, och i synnerhet specialtruppernas, villighet att delta i kuppen. Det folkliga stöd man hade hoppats på uteblev. Gorbatjov vägrade att förhandla med kuppmännen och den 21 augusti avsatte han dem från sina ämbeten. 
När Boris Pugo fick kännedom om kuppens misslyckande, sköt han sin fru Valentina och sig själv för att undgå arrestering och rättegång.